# Six Jours de Zuidlaren
Les Six Jours de Zuidlaren ou Six Jours du Nord (en néerlandais : Zesdaagse van het Noorden) sont une course cycliste de six jours disputée à Zuidlaren, aux Pays-Bas. Créés en 2007, ils ont lieu au mois de décembre au Prins Bernhardhoeve. L'édition 2009 est annulée.

## Palmarès
| Année | Vainqueur                  | Deuxième                         | Troisième                         |
| ----- | -------------------------- | -------------------------------- | --------------------------------- |
| 2007  | Bruno Risi Franco Marvulli | Andreas Beikirch Aart Vierhouten | Angelo Ciccone Marco Villa        |
| 2008  | Danny Stam Robert Slippens | Bruno Risi Franco Marvulli       | Alexander Aeschbach Leif Lampater |